# Justicia pilosocordata
Justicia pilosocordata är en akantusväxtart som beskrevs av C. B. Cl.. Justicia pilosocordata ingår i släktet Justicia och familjen akantusväxter. Inga underarter finns listade i Catalogue of Life.